# Еліас Кристофферсен Хаген
Еліас Кристофферсен Хаген (норв. Elias Kristoffersen Hagen, нар. 20 січня 2000, Осло) — норвезький футболіст, півзахисник клубу «Волеренга».

## Клубна кар'єра
Хаген — вихованець клубу «Ліллестрем». На початку 2018 року для отримання ігрової практики Еліас підписав контракт з командою «Гроруд». 15 квітня в матчі проти «Генефосса» дебютував у Другому дивізіоні Норвегії. У вище вказаному поєдинку Еліас зробив «дубль», забивши перші м'ячі за «Гроруд». У 2020 році Хаген перейшов у «Буде-Глімт». 13 вересня в матчі проти «Одда» дебютував у Тіппелізі. У своєму дебютному сезоні Хаген допоміг клубу виграти чемпіонат.
4 січня 2023 року перейшов до шведського клубу «Гетеборг».

## Кар'єра в збірній
У футболці юнацької збірної Норвегії (U-18) провів 3 поєдинки.
У складі юнацької збірної Норвегії (U-19) брав участь в юнацькому чемпіонат Європи (U-19) 2019 року. Під час вище вказаного турніру, який проходив у Вірменії, зіграв два матчі на груповому етапі, проти Чехії та Франції. Проте норвежці двічі зіграли в нічию та поступилися Швеції, через що не змогли подолати груповий етап.

## Статистика виступів

### Клубна
Станом на 30 травня 2021
| Клуб              | Сезон             | Ліга              | Ліга  | Ліга | Нац. кубок | Нац. кубок | Єврокубки | Єврокубки | Загалом | Загалом |
| Клуб              | Сезон             | Дивізіон          | Матчі | Голи | Матчі      | Голи       | Матчі     | Голи      | Матчі   | Голи    |
| ----------------- | ----------------- | ----------------- | ----- | ---- | ---------- | ---------- | --------- | --------- | ------- | ------- |
| «Гроруд»          | 2018              | Другий дивізіон   | 24    | 6    | 2          | 0          | -         | -         | 26      | 6       |
| «Гроруд»          | 2019              | Другий дивізіон   | 21    | 2    | 2          | 1          | -         | -         | 23      | 3       |
| «Гроруд»          | 2020              | Перший дивізіон   | 12    | 0    | 0          | 0          | -         | -         | 12      | 0       |
| «Гроруд»          | Загалом           | Загалом           | 57    | 8    | 4          | 1          | -         | -         | 61      | 9       |
| «Буде-Глімт»      | 2020              | Елітесеріен       | 8     | 0    | 0          | 0          | -         | -         | 8       | 0       |
| «Буде-Глімт»      | 2021              | Елітесеріен       | 5     | 0    | 0          | 0          | -         | -         | 5       | 0       |
| «Буде-Глімт»      | Загалом           | Загалом           | 13    | 0    | 0          | 0          | -         | -         | 13      | 0       |
| Усього за кар'єру | Усього за кар'єру | Усього за кар'єру | 70    | 8    | 4          | 1          | -         | -         | 74      | 9       |

## Титули і досягнення
- Чемпіон Норвегії (2):

«Буде-Глімт»: 2020, 2021